# Orkneyöarna
Orkneyöarna (engelska: Orkney) eller Orknöarna (‑ey‑ betyder ö, och Orkneyöarna är en tautologi, Orknööarna) är en ögrupp belägen norr om det skotska fastlandet. Orkneyöarna är en kommun och ett ståthållarskap. Gruppen av de omkring 200 små öarna har sin sydligaste punkt 16 kilometer norr om Caithness. Den största ön är The Mainland (fasta Orkney), som med en area på 523 kvadratkilometer är den sjätte största ön i Skottland och den tionde största ön i Storbritannien. På ön ligger ett antal fornlämningar av neolitiskt, piktiskt och nordiskt ursprung. Fyra av de större neolitiska fornlämningarna valdes av Unesco 1999 till världsarv under namnet Heart of Neolithic Orkney.
Orkneyöarnas centralort, Kirkwall, ligger på Mainland. Samhället har cirka 7 000 invånare. Det andra större samhället på öarna är Stromness, också på Mainland, med 2 000 invånare (2004). Orkneyöarna har totalt drygt 22 000 invånare och är den befolkningsmässigt minsta kommunen i Skottland.
På öarna talades norn, ett språk med fornnordiska rötter, fram till 1800-talet, då det trängdes ut på grund av inflyttning från det skotska fastlandet.
Orkneyöarnas officiella flagga är Union Jack. Traditionellt har även en inofficiell flagga som lokalt kallas The Cross of St. Magnus (St. Magnuskorset), uppkallat efter Orkneyöarnas helgon Saint Magnus, använts. Flaggan, som togs fram på 1990-talet, var gul med ett rött skandinaviskt kors, likt de nordiska flaggorna. Färgerna är hämtade från Skottlands konungaflagga och det norska riksvapnet, som ett uttryck att ögruppen har rötter i de båda länderna. Denna flagga kunde inte registreras av den skotske riksheraldikern, Lord Lyon King of Arms, som ansåg den vara alltför lik vapnet för hertigen av Ulster. Därför utlystes år 2007 en designtävling i vilken den nuvarande blå-gul-röda flaggan ritad av Duncan Tullock vann.

## Historia

Orkneyöarnas flagga

Namnet på ögruppen har sina rötter tillbaka till forntidens geograf Klaudios Ptolemaios (född 90 e.Kr., död 168 e.Kr.) som kallade öarna för Orcades. Det gamla forniriska namnet var Insi Orc. Orc betyder ung gris eller vildsvin. Då de norska vikingarna kom till öarna tolkade de namnet som Orkn, som var ett gammalt fornnordiskt ord för säl eller kobbe. Ordet ey betyder ö, och namnet blev Orkneyar, idag förkortat till Orkney på engelska.
Det finns spår av bosättningar på Orkneyöarna ända från cirka 3 100 år före Kristus. Det viktigaste fyndet är den förhistoriska bosättningen Skara Brae som efter en kraftig storm år 1850 kom fram i dagsljuset efter att ha varit begravd under sanddynerna i Bay of Skaill på Mainlands västkust. År 1924 kom flera rester av stenhus fram vid arkeologiska utgrävningar. Utgrävningarna fortsatte mellan 1928 och 1930, ledda av Vere Gordon Childe. Skara Brae sattes år 1999 upp på Unescos världsarvslista och är ett av Skottlands fyra världsarv.
Likt Shetlandsöarna i norr bosatte sig norska vikingar även på Orkneyöarna och använde båda dessa ögrupper som bas för räder mot Skottland såväl som mot Norge. Under 800-talets slut fick Harald Hårfager nog av vikingarna och sände en flotta som la under sig öarna. Jarldömet Orkney förblev det fram till 1400-talet, då den dansk-norska kungen Kristian I 1468 pantsatte både Orkneyöarna och Shetlandsöarna till den skotske kungen Jakob III som säkerhet för betalningen av hemgiften för Kristians dotter Margareta. Hemgiften betalades aldrig och Skottland kunde annektera ögrupperna 1472. Idag så räknar man att ungefär hälften av befolkningen på Shetland och Orkneyöarna är ättlingar till de norska bosättarna. 
Scapa Flow var bas för Storbritanniens flotta under första och andra världskriget. Den 21 juni 1919, efter vapenstilleståndet, sänkte tyska sjömän 51 av sina internerade örlogsfartyg. Nio sjömän omkom, de sista som dog under första världskriget.
Den 14 oktober 1939 blev slagskeppet Royal Oak torpederat vid Scapa Flow, varvid 833 sjömän omkom.

## Geografi

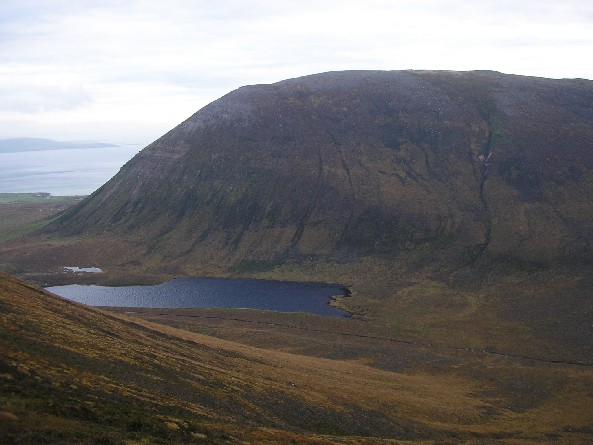
Ward Hill, Orkneyöarnas högsta berg.

Orkneyöarna är skilda från det skotska fastlandet av Pentlandsundet som är 11 kilometer brett och sträcker sig mellan Brough Ness på ön South Ronaldsay och Duncansby Head, Caithness.
Öarna ligger mellan 58° 41' och 59° 24' nord, och 2° 22' och 3° 26' väst. Avstånden från nordöst till sydväst är cirka 80 kilometer och ögruppen täcker ett område på 990 km².
Hoy är den ö som har flest klippor och branta bergväggar. Det är också här Orkneyöarnas högsta berg, Ward Hill med sina 481 meter, ligger. De enda andra höjder som är värda att nämnas är det 268 meter höga Ward Hill (samma namn som berget på Hoy) på Mainland samt Wideford Hill på Rousay.
De flesta öarna har insjöar (scots: loch); insjöarna Loch of Harray och Loch of Stenness på Mainland är de största.
På Orkneyöarna växer det inga träd, något som huvudsakligen beror på att öarna är väldigt utsatta för hårda vindar.

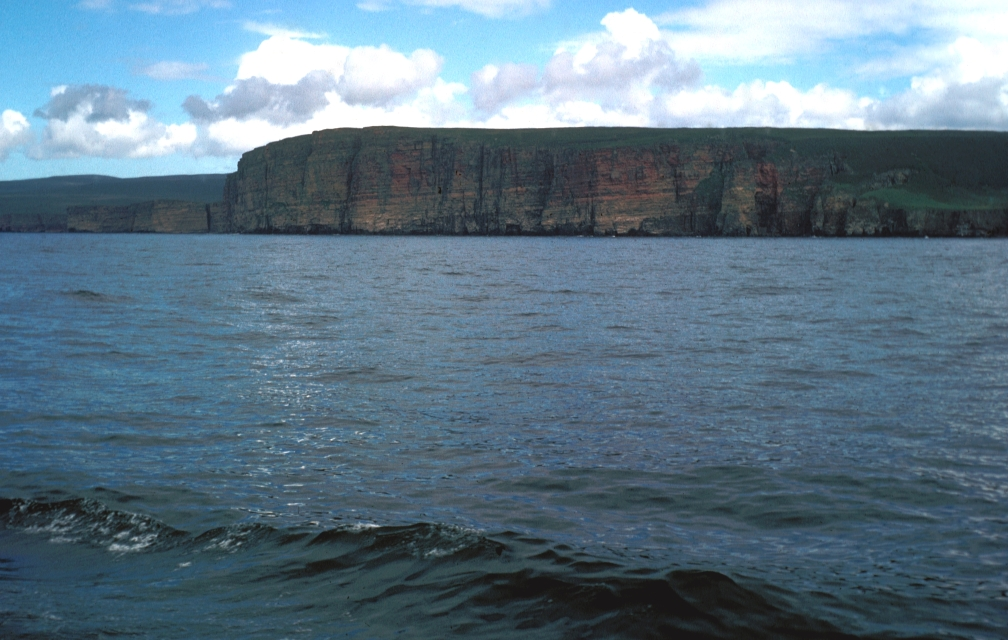
Orkneyöarna från Pentland Firth.

## Öarna
Öarna i Orkneyöarna slutar i regel på ay som är fornnordiska för ö eller ön. Namnet har öarna fått efter hur de ser ut eller vem som ägde ön. Sanday har fått sitt namn efter sina stora förekomster av sand, medan Graemsay fått sitt namn efter ägaren Grim, Grimsön.
Öarna delas ofta in efter sin placering i förhållande till Mainland. Öarna norr om Mainland kallas Nordöarna och de som ligger söder om Mainland kallas Sydöarna.

### Nordöarna
Nordöarna är den största gruppen och består av ett stort antal öar som är sammanbundna med Mainland via färja. En del av dem kallas för holms, holmar, och är mycket små.
- Auskerry
- Calf of Eday
- Damsay
- Eday, Egilsay, Eynhallow
- Faray
- Gairsay
- Helliar Holm, Holm of Faray, Holm of Huip, Holm of Papay, Holm of Scockness
- Kili Holm
- Linga Holm
- Muckle Green Holm
- North Ronaldsay
- Papa Stronsay, Papa Westray
- Rousay, Rusk Holm
- Sanday, Shapinsay, Stronsay, Sweyn Holm
- Westray, Wyre

### Sydöarna
Den södra gruppen ligger runt Scapa Flow, två av dem, South Ronaldsay och Burray, är sammankopplade med Mainland via Churchillbarriären.
Pentland Skerries är en ögrupp som ligger längre söderut, närmare fastlandet.
- Burray
- Calf of Flotta, Cava, Copinsay, Corn Holm
- Fara, Flotta
- Glimps Holm, Graemsay
- Hoy, Hunda
- Lamb Holm
- Rysa Little
- South Ronaldsay, Switha, Swona

## Ekonomi
Det mesta av marken används till jordbruk, och tillsammans med fiske är detta öarnas viktigaste näringsgrenar. Öarna exporterar bland annat kött, ost, whisky, öl, fisk och skaldjur. Skottlands nordligaste whiskyproducent, Highland Park, håller till i Kirkwall på Mainland.

## Politik
Orkneyöarna är den minsta kommunen i Skottland. Kommunfullmäktige, som upprättades 1974 som ett regionfullmäktige, heter Orkney Islands Council (OIC). OIC är med 1 800 anställda ögruppens största arbetsgivare. De 21 ledamöterna (councillors) väljs i enmansvalkretsar utan partitillhörighet. 13 av valkretsarna ligger på Mainland.
Jim Wallace från Liberaldemokraterna representerar ögruppen i det skotska parlamentet.
Alistair Morrison Carmichael från Liberaldemokraterna har sedan 2001 representerat Orkneyöarna och Shetlandsöarna i det brittiska parlamentet.

## Klimat
Klimatet är tempererat och stabilt för att ligga så pass långt norrut. Genomsnittstemperaturen för året är 8 °C, för vintern cirka 4 °C och under sommaren 12 °C. Vintermånaderna är januari, februari och mars och den sistnämnda är den kallaste. Våren börjar i april och sommaren i mitten av juni. September anses vara den vädermässigt bästa månaden.
Genomsnittsnederbörden varierar mellan 850 och 940 millimeter.

## Media
Orkneyöarna har två lokaltidningar Orkney Today och The Orcadian. Båda tidningarna kommer ut varje torsdag. Den lokala radiokanalen Radio Orkney, som drivs av BBC Radio Skottland, har två dagliga sändningar. Det finns också sedan 2005 en kommersiell radiostation The Superstation Orkney.

## Personer
- Thomas Webster - geolog

## Transport

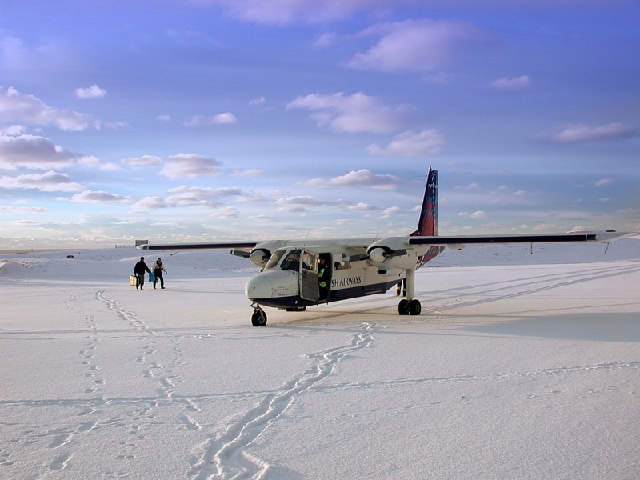
Ett flygplan från Loganair på Fair Isle, en ö mellan Orkneyöarna och Shetlandsöarna.

### Flyg
Kirkwall har flygförbindelse med Edinburgh och Glasgow och det tar cirka 90 minuter att flyga. Aberdeen och Inverness ligger cirka 45 och 30 minuter ifrån Kirkwall. Alla flygningar mellan dessa destinationer utförs av Loganair på uppdrag av British Airways.

### Färjor
Det går färjor till Orkneyöarna mellan följande platser:
- Från Scrabster på fastlandet till Stromness med NorthLink Ferries
- Från Gills Bay på fastlandet till St. Margaret's Hope
- Från John o' Groats till Burwick (endast under sommaren)
- Från Lerwick på Shetlandsöarna till Kirkwall med NorthLink Ferries
- Från Aberdeen till Kirkwall med NorthLink Ferries

### Om öarna
- Alexander Fenton: The Northern Isles: Orkney and Shetland (engelskspråkig). ISBN 1-86232-058-6
- Hamish Haswell-Smith: The Scottish Islands (engelskspråkig). ISBN 1-84195-454-3
- Trevor Garnham: Lines on the Landscape, Circles from the Sky - Monuments of Neolithic Orkney (engelskspråkig). ISBN 0-7524-3114-5
- Anna Ritchie: Prehistoric Orkney (engelskspråkig). ISBN 0-7134-7593-5
- Leslie Burgher: Orkney - An Illustrated Architectural Guide (engelskspråkig). ISBN 1-873190-02-6
- Orkneyinga Saga - The History of the Earls of Orkney' (engelskspråkig). ISBN 0-14-044383-5

### Språk
- Michael Barnes: The Norn Language of Orkney and Shetland (engelskspråkig). ISBN 1-898852-29-4
- Geirr Wiggen: Norns død, især skolens rolle (norskspråkig). ISBN 82-7099-347-6

### Annat
- Rod Macdonald: Dive Scapa Flow (engelskspråkig). ISBN 1-85158-983-X
- Jan Schumacher: Helgener fra vest. (norskspråkig) ISBN 82-531-4362-1